# Lenguas sulawesi-polinesias
Las lenguas sulawesi-polinesias es un importante clado de la familia austronesia propuesto recientemente basándose en nuevos métodos de la filogenética lingüística. Abarca las lenguas malayo-polinesias del este de Indonesia y de las islas del Pacífico.

## Clasificación y distribución
Los subgrupos sulawesi-polinesios tienen la siguiente distribución geográfica:
- Sangir-minahasano: al norte de Célebes y pequeñas islas filipinas cercanas. También se lo considera incluido en el grupo filipino por Adelaar & Himmelmann (2005).
  - Sangírico
  - Minahasano
- Sulawesi meridional: al sur de Célebes e Isla Selayar, en idiomas como el buginés y el makasarés.
- Celebo-polinesio
  - Celébico: es el mayor grupo de Célebes.
    - Saluano-Banggai: al este de Célebes Central y en las islas Banggai.
    - Celébico sudoriental
      - Pamona-Tolaki
        - Kaili-Pamona: en el centro de Célebes Central.
        - Bungku-Tolaki: en Célebes Suroriental.

      - Gran Muna-Buton. en Célebes Suroriental y en las islas Buton y Tukangbesi.
        - Tukangbesi-Bonerate
        - Muna-Wolio
          - Wotu-Wolio
          - Muna-Buton: Como el Cia-Cia.

  - Gran malayo-polinesio centro-oriental
    - Norsumatrano-islas barrera: lenguas de los pueblos batak del Norte (Sumatra Septentrional) y en las islas barrera de Sumatra como Simeulue, Nías, Mentawai y Enggano.
    - Chamorro en las Islas Marianas (Guam, Rota, Tinian y Saipán).
    - Palauano en Palaos y poco en Guam. El dialecto angaur en Angaur.
    - Malayo-polinesio centro-oriental
      - Sumba-Flores: en las islas menores de la Sonda orientales.
      - Malayo-polinesio centro-oriental nuclear: en las Molucas e islas del Pacífico.

Los principales grupos se resumen en el siguiente cladograma:
|  | Sangírico  |
|  |            |
|  | Minahasano |
|  |            |

|                                             | Celébico |
|                                             | |
| Gran malayo─polinesio <br />centro‑oriental | \| \| Norsumatrano-islas barrera \| \| \| \| \| \| chamorro \| \| \| \| \| \| palauano \| \| \| \| \| \| Malayo-polinesio centro-oriental \| \| \| \| |
|                                             | \| \| Norsumatrano-islas barrera \| \| \| \| \| \| chamorro \| \| \| \| \| \| palauano \| \| \| \| \| \| Malayo-polinesio centro-oriental \| \| \| \| |
|                                             | Norsumatrano-islas barrera |
|                                             | |
|                                             | chamorro |
|                                             | |
|                                             | palauano |
|                                             | |
|                                             | Malayo-polinesio centro-oriental |
|                                             | |

|  | Norsumatrano-islas barrera       |
|  |                                  |
|  | chamorro                         |
|  |                                  |
|  | palauano                         |
|  |                                  |
|  | Malayo-polinesio centro-oriental |
|  |                                  |

|  | Sangírico  |
|  |            |
|  | Minahasano |
|  |            |

|                                             | Celébico |
|                                             | |
| Gran malayo─polinesio <br />centro‑oriental | \| \| Norsumatrano-islas barrera \| \| \| \| \| \| chamorro \| \| \| \| \| \| palauano \| \| \| \| \| \| Malayo-polinesio centro-oriental \| \| \| \| |
|                                             | \| \| Norsumatrano-islas barrera \| \| \| \| \| \| chamorro \| \| \| \| \| \| palauano \| \| \| \| \| \| Malayo-polinesio centro-oriental \| \| \| \| |
|                                             | Norsumatrano-islas barrera |
|                                             | |
|                                             | chamorro |
|                                             | |
|                                             | palauano |
|                                             | |
|                                             | Malayo-polinesio centro-oriental |
|                                             | |

|  | Norsumatrano-islas barrera       |
|  |                                  |
|  | chamorro                         |
|  |                                  |
|  | palauano                         |
|  |                                  |
|  | Malayo-polinesio centro-oriental |
|  |                                  |

Según otras fuentes, las lenguas sulawesi-polinesias se dividen en los grupos:
- Tamánico
- Sangírico
- Celebo-polinesio